# Frederic Moore
Frederic Moore (n. 23 august 1851, Lyme Regis, Anglia, Regatul Unit al Marii Britanii și Irlandei – d. 2 mai 1926, Maidenhead, Anglia, Regatul Unit) a fost un trăgător de tir ce a reprezentat Regatul Unit al Marii Britanii și al Irlandei de Nord, medaliat olimpic. A participat la o ediție a Jocurilor Olimpice (1908) în care a câștigat o medalie de aur.

## Participări
Lista de mai jos prezintă principalele competiții la care a participat Frederic Moore de-a lungul carierei.
- shooting at the 1908 Summer Olympics – men's trap, team[*]